# Karel Gaura
Karel Gaura (19. prosince 1911 Bystřice nad Olší – 13. prosince 1998 Bystřice nad Olší) byl český učitel, regionální historik a kronikář obce Bystřice nad Olší.

## Život
Karel Gaura měl tři sourozence. Jeho otec pracoval jako železniční zřízenec. Roku 1931 vystudoval gymnázium v Českém Těšíně. O rok později složil doplňovací maturitu na učitelském ústavu ve Valašském Meziříčí. Dále studoval i na učitelském ústavu v Příboře. V roce 1939 se angažoval v odbojové organizaci Obrana národa, kvůli čemuž byl v srpnu roku 1941 zatčen gestapem. Z vězení byl propuštěn roku 1943. O tři roky později se oženil s Vandou rozenou Labajovou. Mezi lety 1945 a 1966 vyučoval na škole v Bystřici nad Olší. Mezitím si dálkově doplnil učitelské vzdělání na Univerzitě Palackého v Olomouci, kterou úspěšně dokončil roku 1960. Mezi lety 1966 a 1982 vyučoval na střední zdravotní škole v Českém Těšíně.
Ve své rodné obci dlouhodobě působil jako kronikář a knihovník.

## Dílo
Za svůj život napsal různé historické i jiné studie, například Vznik a rozvoj českého školství na Jablunkovsku nebo Zdroje obživy obyvatel Jablunkovska na prahu 20. století.
Roku 2007 byla posmrtně Annou Konderlovou vydána jeho kniha Bystřice nad Olší.